# بیما
بیما (به لاتین: Bima) یک منطقهٔ مسکونی در اندونزی است که در سوندای غربی واقع شده‌است.
 بیما ۲۲۲٫۲۵ کیلومتر مربع مساحت و ۱۷۳٬۰۳۱ نفر جمعیت دارد.